# Жерлаш (протока)

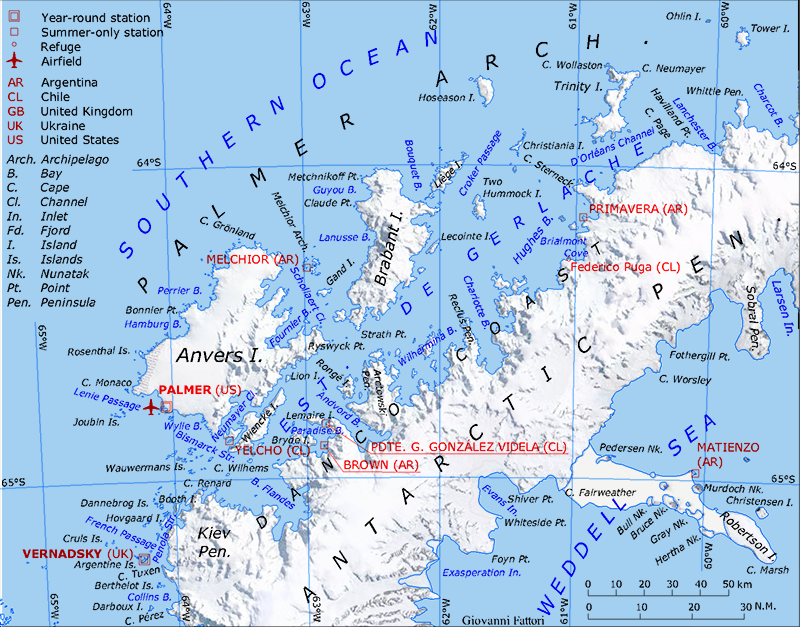

Протока Жерлаш (фр. Détroit de Gerlache) — протока вздовж узбережжя Антарктиди між архіпелагом Палмера і Антарктичним півостровом близько 185 км завдовжки і від 9 до 40 км завширшки.

## Історія досліджень
Вхід у протоку був вперше виявлений Німецькою антарктичною експедицією 1873—1874 роках і названий протокою Бісмарка. Однак тільки через понад 20 років Бельгійська антарктична експедиція під керівництвом лейтенанта Адрієна де Жерлаша на кораблі «Бельжика» вдалося пройти протоку з 23 січня по 12 лютого 1898 року. Протока була названа французькою мовою Détroit de la Belgica — «на честь нашої країни і нашого корабля». Після повернення корабля назву було змінено бельгійським Географічним суспільством на честь керівника експедиції.
На південному узбережжі протоки знаходиться кілька полярних станцій: Браун (1951, Аргентина), Прімавера (1977, Аргентина), Бачила (1951, Чилі), а також ряд закритих нині полярних станцій.